# Cachaço
Cachaço (crioll capverdià Katxasu) és una vila a la part oriental de l'illa Brava a l'arxipèlag de Cap Verd. Està situat entre les muntanyes, a 4 kilòmetres al sud de la capital Nova Sintra.